# Sant Pere de Maldà
Sant Pere de Maldà és una església de Maldà (Urgell) inclosa a l'Inventari del Patrimoni Arquitectònic de Catalunya.
És situada a la part baixa del poble, prop de la carretera de Vallbona. L'edifici és d'una sola nau construïda amb carreus de pedra amb una estereotomia una mica irregular i cobert amb un sostre a dues aigües. És d'una sola nau sense absis diferenciar. Interiorment, la coberta és de volta de canó reforçada mitjançant quatre arcs torals sospesos sobre quatre falses columnes adossades als murs laterals. Aquestes columnes no presenten decoració escultòrica en els seus respectius capitells. La capella és d'una gran sobrietat constructiva i també decorativa. La façana segueix uns esquemes decoratius de gran senzillesa. La portalada d'accés és formada per dos arcs en degradació de mig punt amb guardapols, força sobresortit, timpà llis i dues columnes amb capitells ornamentats amb motius vegetals de palmes. Damunt d'aquesta porta hi ha una obertura d'ull de bou i coronament finalment la part superior de la façana hi ha un campanar d'espadanya de dues obertures.